# 岳人
『岳人』（がくじん）は、日本の月刊誌。毎月15日発売。『山と溪谷』（山と溪谷社）などと並ぶ、登山専門誌である。

## 歴史
1947年、京都大学の山岳部有志によって創刊。1949年から発行元が中部日本新聞社（現：中日新聞社）に移管され、2014年8月号までは東京新聞出版局（中日新聞社東京本社）から発行されていた。
2014年9月号から、アウトドア用品メーカーのモンベル（本社：大阪府大阪市西区）のグループ会社・ネイチュアエンタープライズからの発行に移管され、「岳人」の商標権も中日新聞社からネイチュアエンタープライズに譲渡した。

## 内容
発行時期にあわせ、登山に関する情報を掲載している。近年は本格的な登山に加え、トレッキングなどの比較的気軽に行なえる山歩きについても詳しく掲載されている。
またレギュラー号とは別に、増刊号として『夏山』と『秋山』の各シーズンの登山情報を季刊として発行している。
全国の書店で販売されているが、中日新聞社時代は東京新聞・中日新聞・北陸中日新聞の販売店でも取り扱っていた。ネイチュアエンタープライズに移管後は、全国のモンベルショップでも取り扱っている。

## 主な連載企画
- 深田久弥「世界百名山」 - 1970年1月号（第271号）から始まり、1971年3月21日登山中の茅ヶ岳にて脳卒中で急逝するまで約1年余り、世界の各名峰を主題として41座が連載された[1]。
- 立松和平「百霊峰巡礼」 - 立松の死去により2010年3月号で終了。なお紹介された霊峰は73箇所。
- 山野井泰史「デジカメ日記」
- 成瀬陽一「大滝巡攀」「大滝巡攀II 沢登りの水平線」
- 横山勝丘「アルパインクライミング考」のちに山と溪谷社から単行本化[2]